# Phare de la Coubre
Der Phare de la Coubre, ist ein 1905 erbauter Leuchtturm und befindet sich auf der gleichnamigen Pointe de la Coubre der Halbinsel Arvert in der Gemeinde La Tremblade im Département Charente-Maritime in der Region Nouvelle-Aquitaine, etwa 15 km nordwestlich von Royan in Frankreich.
Der Phare de la Coubre signalisiert zusammen mit dem Leuchtturm von Cordouan und dem Leuchtturm La Pointe de Grave den Eingang in die Flussmündung der Gironde für Seefahrer, die vom Atlantik kommen.
Seit dem 15. April 2011 steht der Leuchtturm als Monument historique unter Denkmalschutz.

## Geschichte
Bereits 1690 wurde an der Pointe de la Courbe eine Bake aus Balkenwerk installiert, die ein Leuchtfeuer tragen konnte. In den Folgejahren wurden die Türme durch Sturm und Wetter immer wieder zerstört.
Da die Schifffahrt einen größeren Leuchtturm erforderte, wurde der Steinturm 1860 durch einen 28 m hohen pyramidenförmigen Turm aus Fichtenholz ersetzt, der bis 1895 beibehalten wurde. Ein soliderer Leuchtturm wurde 1883 in Betracht gezogen. Der Plan eines Metallturms wurde zugunsten eines 50 m hohen Turms aus Granit und Kalkstein aufgegeben, der von 1892 bis 1895 errichtet wurde. Der Leuchtturm wurde durch Betonplatten vor den vorrückenden Dünen geschützt, stürzte jedoch schließlich 1907 ein. Der neue Leuchtturm wurde dank der Verwendung von Zementbeton nach einem Entwurf der Ingenieure Alexandre und Modelski schnell gebaut und konnte am 1. Oktober 1905 seinen Dienst beginnen.
Historische Ansichten der alten Leuchttürme am Pointe de la Coubre zeigt Michel Forand auf seinem Fotostream und Klaus Hülse.

## Aufbau
Der 64 m hohe Phare de la Coubre ist der erste französische Leuchtturm, der vollständig aus Beton gebaut wurde.
Die Galerie imitiert die von 1895: ein vereinfachtes Gesims, das von Rundbogenkonsolen getragen wird, und ein volles Geländer mit Sattelpfosten. Der Beton, der in Abschnitten vergossen wurde, ist nur teilweise bewehrt (Erker und Außenhaut). Der sich nach oben verjüngende konische Turm ist innen vollständig mit weiß-blauen Opalinum-Fliesen verkleidet und enthält eine freihängende, gewundene Metalltreppe mit 300 Stufen. In 35 m Höhe befindet sich eine kleine Kammer mit Erker auf gusseisernen Konsolen, die ein Richtungsfeuer mit roten und grünen Sektoren enthält, nach dem man früher navigieren konnte, um Untiefen zu vermeiden. Zwischen zwei flachen Betongewölben befindet sich die Leuchtturmwärterkammer, die vollständig mit Eichentäfelung verkleidet ist. Darüber befindet sich die ebenfalls getäfelte Laternenkammer, die den Baldachin aus vier gusseisernen Säulen umschließt, der die alte Quecksilberwanne trägt, die einst von einem nicht mehr vorhandenen Gegengewichtssystem angetrieben wurde. Die zylindrische Laterne  von Barbier, Benard, et Turenne s.a.  mit einem Gestell aus Bronze und Eisen ist mit einer Kupferkuppel bedeckt, auf der sich eine große Kugel zur Gasentspannung befindet. Die Basis der Kuppel ist mit Löwenköpfen und einer Krone aus durchbrochenem Kupfer verziert.
Zwei Originalbänke aus Eichenholz sind noch vorhanden und passen sich der gebogenen Form der Laterne an. In der Mitte trägt eine gusseiserne Säule mit einem Schraubengewinde die neue Quecksilberwanne, die von einem Elektromotor angetrieben wird. Um den Leuchtturm herum wurden von Anfang an mehrere Gebäude errichtet, die Wohnungen für die Leuchtturmwärter und Techniker, Maschinenraum, Elektrostation und Lagerräume enthielt.
Als der Leuchtturm 1905 gebaut wurde, befand er sich 1,8 km von der Küste entfernt, doch im Jahr 2025 beträgt der Abstand nur noch etwa 150 Meter. Die Erosion und der unaufhaltsame Rückgang der Küstenlinie bedrohen erneut den Standort der Anlagen. Angesichts dieser Gefahr wird der Abriss des Leuchtturms zu einem noch festzulegenden Zeitpunkt in Betracht gezogen
Mittlerweile gibt es Bürgerbewegungen, die für den Erhalt des Leuchtturms eintreten.

## Tourismus
Die Stadtverwaltung von La Tremblade verwaltet den Standort des Leuchtturms von La Coubre.
Am Fuße des Leuchtturms befindet sich in den ehemaligen Technikräumen ein Museum, das die wechselvolle Geschichte der verschiedenen Leuchttürme von La Coubre erzählt.
Während des Sommers steht am Fuße des Leuchtturms ein Food-Truck, der Gerichte aus regionalen Produkten der Charente anbietet.
Mehrere zehntausende Besucher sind jährlich hier vor Ort. Nachdem man 300 Stufen im Turm erklommen hat, bietet sich ein außergewöhnliches Rundum-Panorama mit einem atemberaubenden Blick auf die wilde Küste von La Tremblade, ihre Strände, den Wald von La Coubre, die Mündung der Gironde mit dem Leuchtturm von Cordouan sowie die Insel Oléron.

Bilder vom Phare de la Coubre
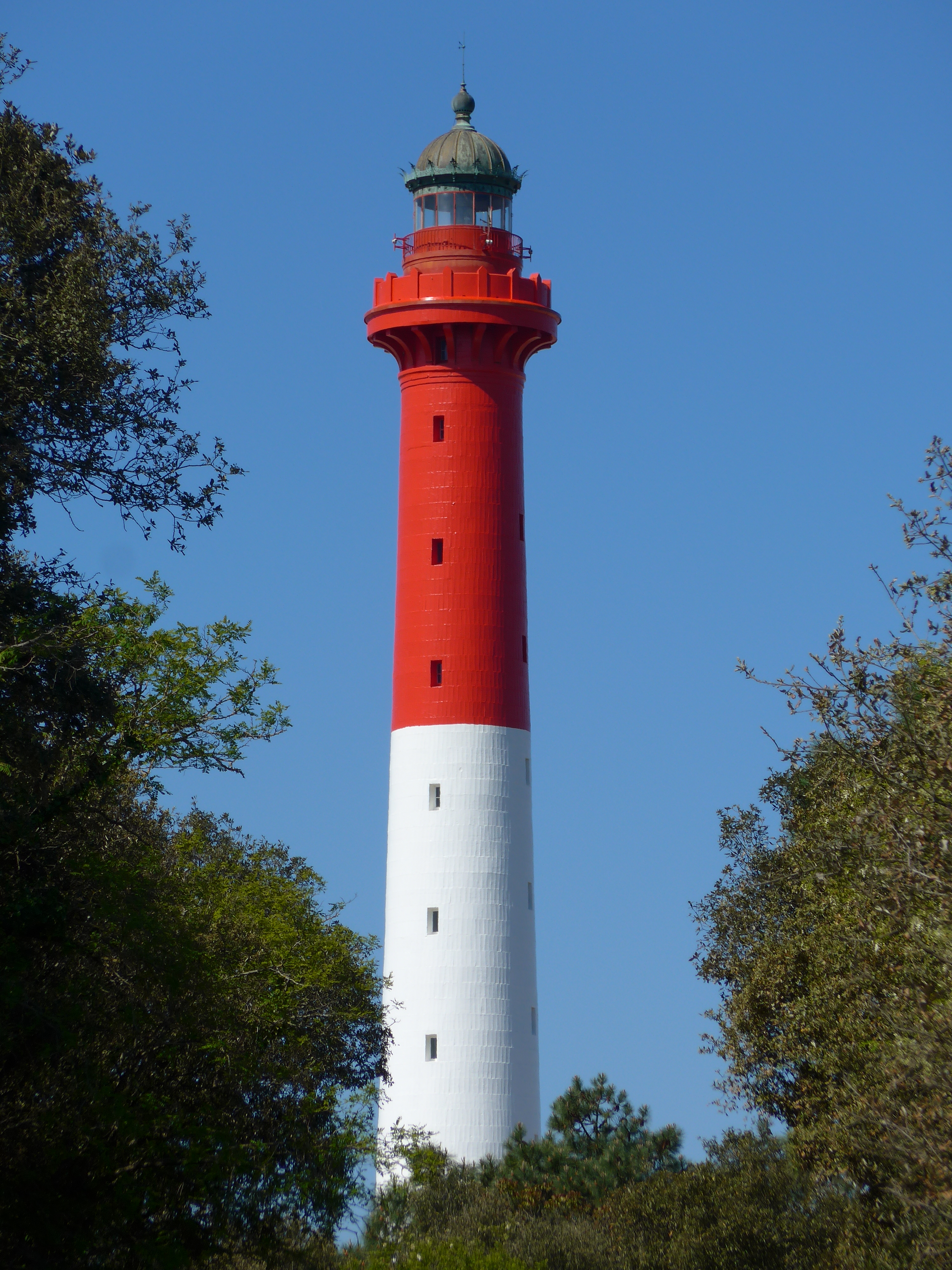
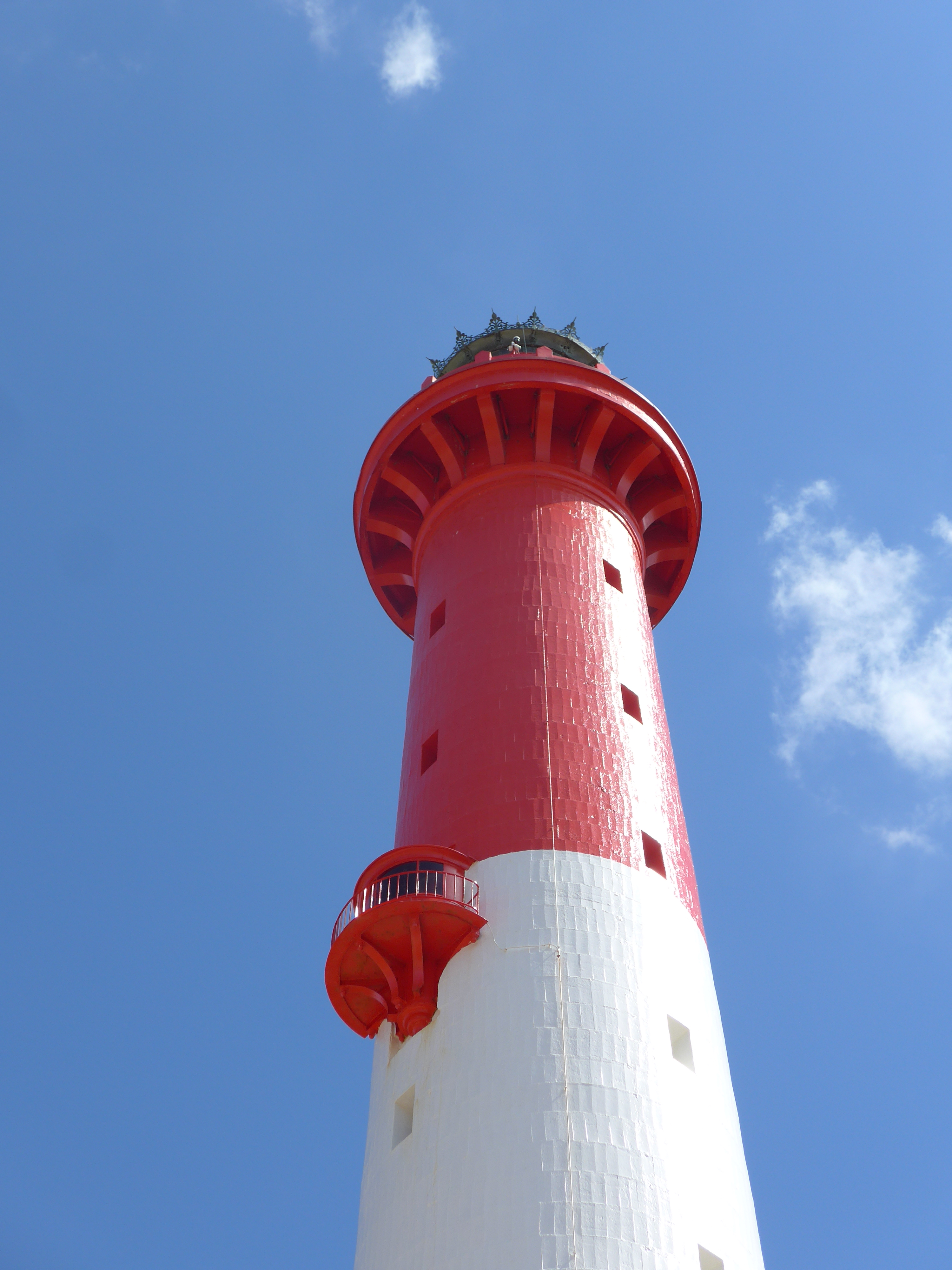
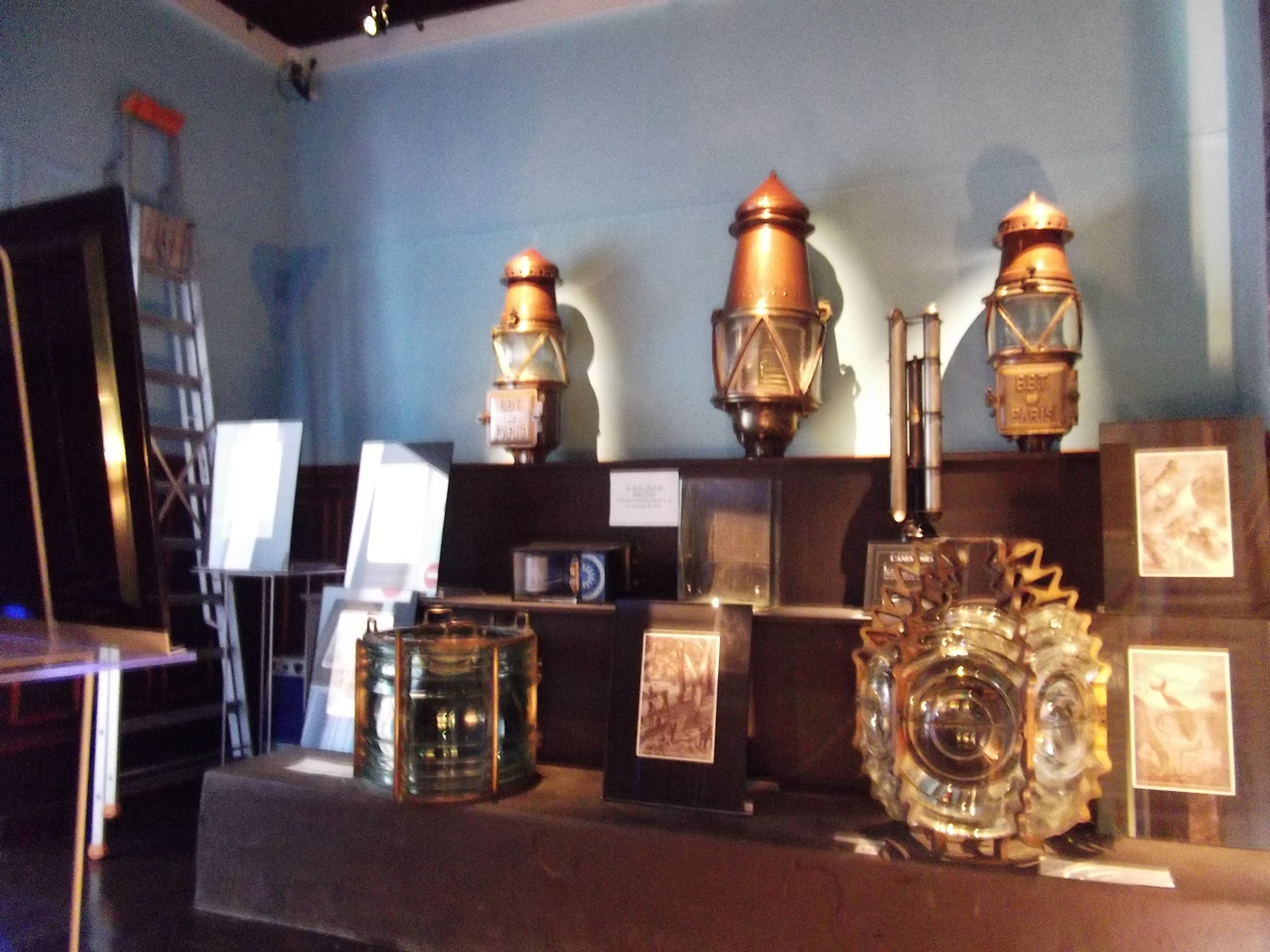
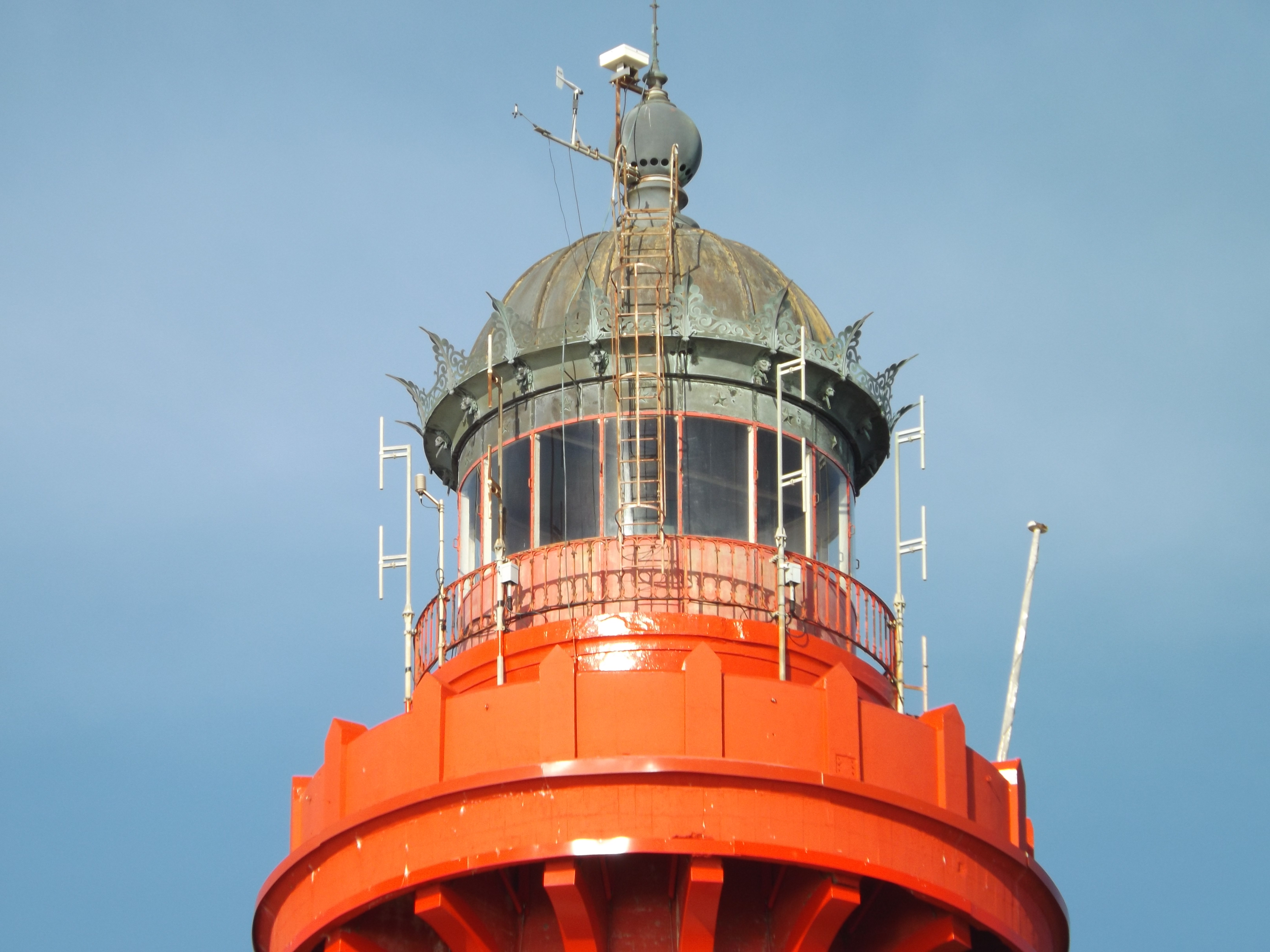
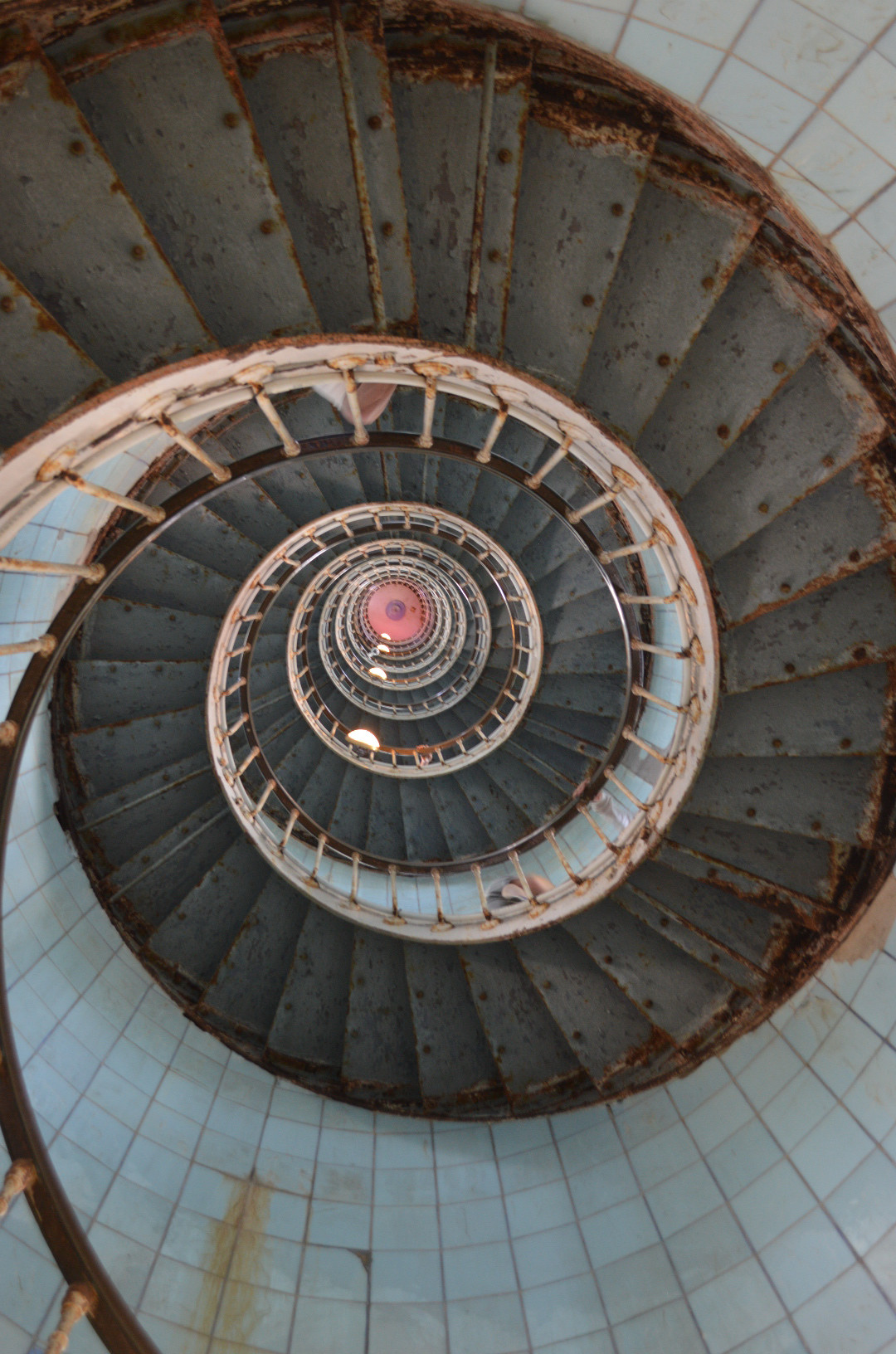
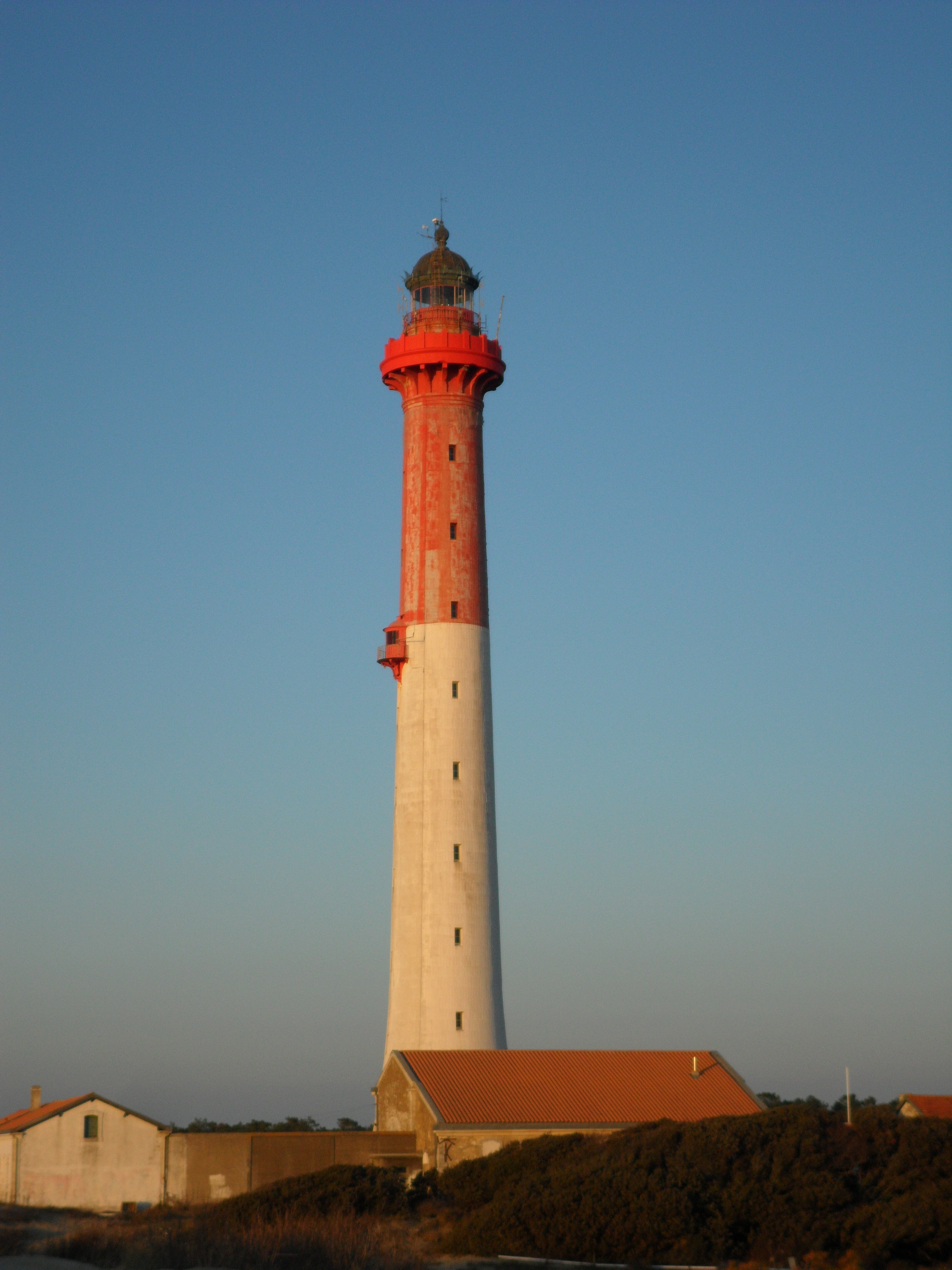